# Gerald Holton
Gerald James Holton (* 23. Mai 1922 in Berlin) ist ein US-amerikanischer Wissenschaftshistoriker deutsch-österreichischer Abstammung.
Holton wuchs in Wien auf und emigrierte 1938 in die USA. Er studierte an der City of Oxford School of Technology, der Wesleyan University und der Harvard University Physik, wo er 1948 bei Percy Williams Bridgman promovierte. Er ist Mallinckrodt Research Professor of Physics und Research Professor of the History of Science an der Harvard University.
Seine Forschungsgebiete sind Hochdruckphysik und Wissenschaftsgeschichte, speziell die Geschichte der Relativitätstheorie und Albert Einstein. Er war im Herausgeber-Komitee der gesammelten Werke von Einstein bei Princeton University Press.
Holton ist Mitglied der American Physical Society, der American Philosophical Society, der American Academy of Arts and Sciences (1956) sowie Life Honorary Fellow der New York Academy of Sciences. 1960 wurde er Fellow der American Association for the Advancement of Science. Er war Präsident der History of Science Society und Vizepräsident der International History of Science Society. Holton war auch in der UNESCO-Kommission der USA. Er war Mitgründer und Herausgeber der Zeitschrift Daedalus und von Science, Society and Human Values.
Holton wurde mit der George-Sarton-Medaille und dem Joseph H. Hazen Education Prize, beide verliehen von der History of Science Society, mit dem Andrew Gemant Award des American Institute of Physics und dem Abraham-Pais-Preis der American Physical Society sowie mit der Oersted Medal der American Association of Physics Teachers ausgezeichnet. Außerdem erhielt er den John Desmond Bernal Prize der Society for Social Studies of Science. Er war Herbert Spencer Lecturer an der Universität Oxford. Seit 1987 ist er Mitglied der Gelehrtenakademie Leopoldina. 2016 wurde er zum Ehrenmitglied der Österreichischen Akademie der Wissenschaften gewählt. Im Jahr 2021 erhielt er den mit 400.000 Euro dotierten BBVA Foundation Frontiers of Knowledge Award.

## Werke
- Introduction to Concepts and Theories in Physical Science. Addison-Wesley Press, Cambridge, Mass. 1952, 2. Auflage mit Stephen Brush 1973, 3. Auflage als „Physics – the human adventure. From Copernicus to Einstein and beyond“, Rutgers University Press 2001
- mit Duane H. D. Roller: Foundations of modern physical science. Addison-Wesley, Reading, Mass. 1958.
- Thematische Analyse der Wissenschaft. Die Physik Einsteins und seiner Zeit. Suhrkamp, Frankfurt am Main 1981, ISBN 3-518-07893-3 (englisches Original: Thematic Origins of Scientific Thought: Kepler to Einstein, Harvard University Press 1973, 1988, Aufsatzsammlung).
- Einstein, history, and other passions: the rebellion against science at the end of the 20. century. Americ. Inst. of Physics Press, Woodbury, NY 1995, Addison-Wesley 1996 (deutsch [Übers.: Rainer Sengerling]: Einstein, die Geschichte und andere Leidenschaften. Braunschweig, Wiesbaden: Vieweg, 1998. ISBN 3-528-06906-6.)
- Science and Anti-Science, Harvard University Press 1993 (dt.: Wissenschaft und Anti-Wissenschaft. Springer, Berlin, Wien [u. a.] 2000).
- The Scientific Imagination – Case Studies, Cambridge University Press 1978, Harvard University Press 1998
- Victory and Vexation in Science: Einstein, Bohr, Heisenberg and Others, Harvard University Press 2005
- mit Gerhard Sonnert: Gender Differences in Scientific Careers, Rutgers University Press 1995
- mit Sonnert: Who succeeds in science? The gender dimension, Rutgers University Press 1995
- mit Sonnert: What happened to the children who fled Nazi persecution? Macmillan 2006
- mit James Rutherford, David C. Cassidy: Understanding Physics, Springer 2002
- Advancement of Science, and its Burdens, Harvard University Press 1998
- Herausgeber: Science and the Modern Mind – A Symposium, Boston, American Academy of Arts and Sciences 1958